# Atletika na Poletnih olimpijskih igrah 2016
Atletika na Poletnih olimpijskih igrah 2016. Tekmovanja so potekala v štiriindvajsetih disciplinah za moške in triindvajsetih ženske. 

## Dobitniki medalj
| Disciplina          | Zlato | Zlato    | Srebro                                                                                        | Srebro   | Bron                                                                                         | Bron     |
| 100 m               | Usain Bolt                                                                                                  | 9.81     | Justin Gatlin                                                                                 | 9.89     | Andre De Grasse                                                                              | 9.91     |
| 200 m               | Usain Bolt                                                                                                  | 19.78    | Andre De Grasse                                                                               | 20.02    | Christophe Lemaitre                                                                          | 20.12    |
| 400 m               | Wayde van Niekerk                                                                                           | 43.03    | Kirani James                                                                                  | 43.76    | LaShawn Merritt                                                                              | 43.85    |
| 800 m               | David Rudisha                                                                                               | 1:42.15  | Taoufik Makhloufi                                                                             | 1:42.61  | Clayton Murphy                                                                               | 1:42.93  |
| 1500 m              | Matthew Centrowitz                                                                                          | 3:50.00  | Taoufik Makhloufi                                                                             | 3:50.11  | Nick Willis                                                                                  | 3:50.24  |
| 5000 m              | Mo Farah | 13:03.30 | Paul Chelimo                                                                                  | 13:03.90 | Hagos Gebrhiwet                                                                              | 13:04.35 |
| 10000 m             | Mo Farah | 27:05.17 | Paul Tanui                                                                                    | 27:05.64 | Tamirat Tola                                                                                 | 27:06.26 |
|                     | |          |                                                                                               |          |                                                                                              |          |
| 110 m z ovirami     | Omar McLeod                                                                                                 | 13.05    | Orlando Ortega                                                                                | 13.17    | Dimitri Bascou                                                                               | 13.24    |
| 400 m z ovirami     | Kerron Clement                                                                                              | 47.73    | Boniface Tumuti                                                                               | 47.78    | Yasmani Copello                                                                              | 47.92    |
| 3000 m z zaprekami  | Conseslus Kipruto                                                                                           | 8:03.28  | Evan Jager                                                                                    | 8:04.28  | Mahiedine Mekhissi-Benabbad                                                                  | 8:11.52  |
|                     | |          |                                                                                               |          |                                                                                              |          |
| štafeta 4×100 m     | Jamajka · Asafa Powell · Yohan Blake · Nickel Ashmeade · Usain Bolt · Jevaughn Minzie* · Kemar Bailey-Cole* | 37.27    | Japonska · Rjota Jamagata · Šota Iizuka · Jošihide Kirju · Asuka Cambridge                    | 37.60    | Kanada · Akeem Haynes · Aaron Brown · Brendon Rodney · Andre De Grasse · Mobolade Ajomale*   | 37.64    |
| štafeta 4×400 m     | ZDA · Arman Hall · Tony McQuay · Gil Roberts · LaShawn Merritt · Kyle Clemons* · David Verburg*             | 2:57.30  | Jamajka · Peter Matthews · Nathon Allen · Fitzroy Dunkley · Javon Francis · Rusheen McDonald* | 2:58.16  | Bahami · Alonzo Russell · Michael Mathieu · Steven Gardiner · Chris Brown · Stephen Newbold* | 2:58.49  |
|                     | |          |                                                                                               |          |                                                                                              |          |
| Maraton             | Eliud Kipchoge                                                                                              | 2:08:44  | Feyisa Lilesa                                                                                 | 2:09:54  | Galen Rupp                                                                                   | 2:10:05  |
| Hitra hoja na 20 km | Wang Zhen                                                                                                   | 1:19:14  | Cai Zelin                                                                                     | 1:19:26  | Dane Bird-Smith                                                                              | 1:19:37  |
| Hitra hoja na 50 km | Matej Tóth                                                                                                  | 3:40:58  | Jared Tallent                                                                                 | 3:41:16  | Hirooki Arai                                                                                 | 3:41:24  |
| Skok v višino       | Derek Drouin                                                                                                | 2.38 m   | Mutaz Essa Barshim                                                                            | 2.36 m   | Bohdan Bondarenko                                                                            | 2.33 m   |
| Skok ob palici      | Thiago Braz da Silva                                                                                        | 6.03 m   | Renaud Lavillenie                                                                             | 5.98 m   | Sam Kendricks                                                                                | 5.85 m   |
| Skok v daljino      | Jeff Henderson                                                                                              | 8.38 m   | Luvo Manyonga                                                                                 | 8.37 m   | Greg Rutherford                                                                              | 8.29 m   |
| Troskok             | Christian Taylor                                                                                            | 17.86 m  | Will Claye                                                                                    | 17.76 m  | Dong Bin                                                                                     | 17.58 m  |
| Suvanje krogle      | Ryan Crouser                                                                                                | 22.52 m  | Joe Kovacs                                                                                    | 21.78 m  | Tomas Walsh                                                                                  | 21.36 m  |
| Met diska           | Christoph Harting                                                                                           | 68.37 m  | Piotr Małachowski                                                                             | 67.55 m  | Daniel Jasinski                                                                              | 67.05 m  |
| Met kladiva         | Dilšod Nazarov                                                                                              | 78.68 m  | Ivan Cihan                                                                                    | 77.79 m  | Wojciech Nowicki                                                                             | 77.73 m  |
| Met kopja           | Thomas Röhler                                                                                               | 90.30 m  | Julius Yego                                                                                   | 88.24 m  | Keshorn Walcott                                                                              | 85.38 m  |
| Deseteroboj         | Ashton Eaton                                                                                                | 8893     | Kévin Mayer                                                                                   | 8834     | Damian Warner                                                                                | 8666     |

## Dobitnice medalj
| Disciplina          | Zlato | Zlato    | Srebro | Srebro   | Bron | Bron     |
| 100 m               | Elaine Thompson | 10,71    | Tori Bowie | 10,83    | Shelly-Ann Fraser-Pryce                                                                                 | 10,86    |
| 200 m               | Elaine Thompson | 21,78    | Dafne Schippers | 21,88    | Tori Bowie                                                                                              | 22,15    |
| 400 m               | Shaunae Miller | 49,44    | Allyson Felix | 49,51    | Shericka Jackson                                                                                        | 49,85    |
| 800 m               | Caster Semenya | 1:55,28  | Francine Niyonsaba | 1:56,49  | Margaret Wambui                                                                                         | 1:56,89  |
| 1500 m              | Faith Kipyegon | 4:08,92  | Genzebe Dibaba | 4:10,27  | Jennifer Simpson                                                                                        | 4:10,53  |
| 5000 m              | Vivian Cheruiyot | 14:26,17 | Hellen Onsando Obiri | 14:29,77 | Almaz Ayana                                                                                             | 14:33,59 |
| 10000 m             | Almaz Ayana | 29:17,45 | Vivian Cheruiyot | 29:32,53 | Tirunesh Dibaba                                                                                         | 29:42,56 |
| 100 m z ovirami     | Brianna Rollins | 12,48    | Nia Ali | 12,59    | Kristi Castlin                                                                                          | 12,61    |
| 400 m z ovirami     | Dalilah Muhammad | 53,13    | Sara Petersen | 53,55    | Ashley Spencer                                                                                          | 53,72    |
| 3000 m z zaprekami  | Ruth Jebet | 8:59,75  | Hyvin Jepkemoi | 9:07,12  | Emma Coburn                                                                                             | 9:07,63  |
| Štafeta 4×100 m     | ZDA · Tianna Bartoletta · Allyson Felix · English Gardner · Tori Bowie · Morolake Akinosun*                           | 41,02    | Jamajka · Christania Williams · Elaine Thompson · Veronica Campbell-Brown · Shelly-Ann Fraser-Pryce · Simone Facey* · Sashalee Forbes*         | 41,36    | Združeno kraljestvo · Asha Philip · Desiree Henry · Dina Asher-Smith · Daryll Neita                     | 41,77    |
| Štafeta 4×400 m     | ZDA · Courtney Okolo · Natasha Hastings · Phyllis Francis · Allyson Felix · Taylor Ellis-Watson* · Francena McCorory* | 3:19,06  | Jamajka · Stephenie Ann McPherson · Anneisha McLaughlin-Whilby · Shericka Jackson · Novlene Williams-Mills · Christine Day* · Chrisann Gordon* | 3:20,34  | Združeno kraljestvo · Eilidh Doyle · Anyika Onuora · Emily Diamond · Christine Ohuruogu · Kelly Massey* | 3:25,88  |
| Maraton             | Jemima Sumgong | 2:24:04  | Eunice Kirwa | 2:24:13  | Mare Dibaba                                                                                             | 2:24:30  |
| Hitra hoja na 20 km | Liu Hong | 1:28:35  | María Guadalupe González | 1:28:37  | Lü Xiuzhi                                                                                               | 1:28:42  |
| Skok v višino       | Ruth Beitia | 1,97 m   | Mirela Demireva | 1,97 m   | Blanka Vlašić                                                                                           | 1,97 m   |
| Skok ob palici      | Ekaterini Stefanidi                                                                                                   | 4,85 m   | Sandi Morris | 4,85 m   | Eliza McCartney                                                                                         | 4,80 m   |
| Skok v daljino      | Tianna Bartoletta | 7,17 m   | Britney Reese | 7,15 m   | Ivana Španović                                                                                          | 7,08 m   |
| Troskok             | Caterine Ibargüen | 15,17 m  | Yulimar Rojas | 14,98 m  | Olga Ripakova                                                                                           | 14,74 m  |
| Suvanje krogle      | Michelle Carter | 20,63    | Valerie Adams | 20,42 m  | Anita Márton                                                                                            | 19,87 m  |
| Met diska           | Sandra Perković | 69,21 m  | Mélina Robert-Michon | 66,73 m  | Denia Caballero                                                                                         | 65,34 m  |
| Met kladiva         | Anita Włodarczyk | 82,29 m  | Zhang Wenxiu | 76,75 m  | Sophie Hitchon                                                                                          | 74,54 m  |
| Met kopja           | Sara Kolak | 66,18 m  | Sunette Viljoen | 64,92 m  | Barbora Špotáková                                                                                       | 64,80 m  |
| Sedmeroboj          | Nafissatou Thiam | 6810     | Jessica Ennis-Hill | 6775     | Brianne Theisen-Eaton                                                                                   | 6653     |